# Bremer SV
El Bremer SV es un equipo de fútbol de Alemania que juega en la Regionalliga Nord, una de las ligas que conforman la cuarta división nacional.

## Historia
Fue fundado el 1 de enero de 1906 en la ciudad de Bremen como BBV Sport, pero lo cambiaron en 1920 por su nombre actual. Durante el periodo nazi el club formó parte de la Gauliga Niedersachsen de 1933 a 1935, de 1939 a 1940 y de 1942 a 1944 y al finalizar la Segunda Guerra Mundial formó parte de la Oberliga Nord de 1947 hasta que desciende en 1955.
El club retornaría a la Oberliga para la temporada 1961/62 pero descendería a la Amateurliga tras una temporada. Luego de la creación de la Bundesliga de Alemania en 1963 el club jugaría en la Regionalliga Nord en 1965 en la que estaría por dos temporadas.
En 1974 pasaría a jugar a la Oberliga Nord como uno de sus equipos fundadores pero también fue uno de los primeros equipos descendidos de la liga tras su temporada inaugural. Retornaría a la tercera división en dos periodos de 1978 a 1981 y de 1986 a 1992. Luego de la Reunificación alemana el club pasó a jugar en las divisiones regionales de Bremen. En la Copa de Alemania 2021-22 enfrenta al FC Bayern Múnich en la primera ronda, siendo eliminado por marcador de 0-12.
Luego de cuatro intentos fallidos de ascender, el club gana la Bremen-Liga y consigue el ascenso a la Regionalliga Nord por primera vez desde la Reunificación alemana.

## Palmarés
- Bremen-Liga: 15

1955–56, 1957–58, 1960–61, 1964–65, 1977–78, 1982–83, 1984–85, 1985–86, 2006–07, 2013–14, 2014–15, 2015–16, 2016–17, 2018–19, 2021-22
- Bremer Pokal: 9

1979–80, 1984–85, 1985–86, 1990–91, 2013–14, 2014–15, 2015–16, 2020–21, 2021–22